# 히어 (2024년 영화)
영어: Here2024  미국의 드라마 영화이다. 로버트 저메키스가 감독과 공동각본을 맡았으며, 리처드 맥과이어.

## 출연진
- 톰 행크스 - 리처드
- 로빈 라이트 - 마거릿
- 폴 베터니 - 앨 영
- 켈리 라일리 - 로즈 영
- 미셸 도커리 - 폴린 하터
- 레슬리 저메키스 - 엘리자베스 프랭클린
  - 로런 매퀸 - 엘리자베스(성년기)
  - 보 개즈던 - 엘리자베스(청년기)
- 귈림 리 - 존 하터
- 조너선 에어리스 - 얼 히긴스
- 앨비 솔터 - 지미
  - 해리 마커스 - 지미(성년기)
- 릴리 애스펠 - 베서니
- 벤 위긴스
- 조엘 우엘레트 - 원주민 남성
- 대니 매캘럼 - 원주민 여성
- 오필리아 러비본드 - 스텔라 비크먼
- 니키 아무카버드 - 헬렌 해리스
- 데이비드 플린 - 리 비크먼
- 모하메드 조지
- 미코 휴즈